# Opération Boleas
L'Opération Boleas ou l'intervention de la Communauté de développement de l'Afrique australe au Lesotho, était une intervention militaire lancée sous le nom de la Communauté de développement de l'Afrique australe (SADC) mais dirigée par l'Afrique du Sud par l'intermédiaire de sa force de défense nationale au Lesotho pour réprimer un coup d'État.

## Prélude
En mai 1998, les élections législatives au Lesotho ont abouti à une majorité écrasante pour le parti au pouvoir, le Congrès du Lesotho pour la démocratie, qui a remporté 79 sièges sur 80. Cependant, des allégations de fraude électorale ont rapidement fait surface, et après l'échec du procès des partis d'opposition, des émeutes généralisées ont éclaté.
Sous le président Nelson Mandela, le gouvernement sud-africain dirigé par l'ANC (qui verrouille complètement le Lesotho) a annoncé qu'il tiendrait une enquête officielle pour déterminer les allégations de corruption. De manière controversée, le rapport n'allègue que des irrégularités mineures.

## Intervention
Au moment de l'intervention, Mandela et le vice-président Thabo Mbeki étaient hors d'Afrique du Sud, le ministre de l'Intérieur Mangosuthu Buthelezi occupant le poste de président par intérim. Mandela a approuvé  le déploiement de la force de défense nationale sud-africaine (SANDF) au Lesotho le 22 septembre 1998 pour réprimer les émeutes et maintenir l'ordre.
Des soldats des forces de défense du Botswana ont également été déployés. L'opération a été décrite comme une «intervention pour restaurer la démocratie et l'État de droit ». Le contingent de la SANDF comprenait un escadron de véhicules blindés de combat (en) Ratel IFV et Rooikat détachés du 1er Bataillon des services spéciaux.
Des incendies criminels, des violences et des pillages généralisés se sont produits malgré la présence de soldats de la SANDF. Les dernières troupes sud-africaines ont été retirées le 15 mai 1999 après sept mois d'occupation. La capitale, Maseru, a été gravement endommagée, ce qui a nécessité plusieurs années de reconstruction.

## Conséquences
L'Afrique du Sud a été accusée dans certains milieux d'utiliser sa supériorité militaire et diplomatique comme hégémonie régionale pour dominer et se mêler des affaires intérieures de son voisin beaucoup plus petit et plus faible afin de promouvoir ses propres intérêts stratégiques, en particulier l'approvisionnement en eau de son centre économique, Province de Gauteng. L'Afrique du Sud est la plus grande puissance économique et militaire de la SADC.

## Voir également
- Politique du Lesotho